# Germanes de Sant Josep de l'Aparició
Les Germanes de Sant Josep de l'Aparició, (en francès: Sœurs de Saint Joseph de l'Apparition), són un institut religiós femení, una congregació religiosa dedicada a l'apostolat missioner. Les germanes que en formen part posposen al seu nom les sigles S. J. A.

## Història
La congregació fou fundada per Émilie de Vialar (1797-1856) a Galhac, on havia nascut. Amb tres companyes, va començar a viure en comunitat el 25 de desembre de 1832, dedicant-se a ajudar els necessitats i fer obres de caritat. La congregació fou posada sota l'advocació de Sant Josep de Natzaret com a "primer coneixedor del misteri de l'Encarnació" mitjançant l'aparició de l'àngel que li ho comunicà.
La fundadora va ésser aconsellada pel sacerdot de Galhac Louis Mercier. En sis mesos només, el grup va créixer fins a atènyer 26 germanes, que obtingueren l'aprovació del bisbe d'Albi, De Gualy. Hi visqueren a la casa durant dos anys atenent els necessitats: pobres, malalts, ancians, etc., a domicili, i oferint educació als nens. La intenció de les germanes era ésser missioneres i evangelitzar altres terres. El germà d'Emília, Augustin de Vialar, va marxar a Algèria, feia poc ocupada per França, en 1833 i va cridar la seva germana perquè atengués un hospital que s'hi havia obert. Les germanes hi arribaren a Alger l'agost de 1835 i assistiren les víctimes d'una epidèmia de còlera a Alger, independentment de la seva religió, la qual cosa va desvetllar la simpatia de la població, majoritàriament musulmana. Hi construïren un asil, un noviciat, un hospital i una escola: en acabar 1836, hi havia unes vint germanes treballant-hi. De mica en mica, l'institut va créixer i van obrir-se noves fundacions a Bona, Constantina i en 1839 Mustafà i Ben Aknou.
El bisbe d'Albi recomana Vialar que faci aprovar la congregació per la Santa Seu, però la fundadora va haver d'enfrontar-se al bisbe Dupuch, d'Alger, que volia intervenir en l'organització de la congregació i modificar-ne les constitucions perquè només poguessin treballar a la seva diòcesi. En 1840 funda una casa a Tunis, fora del protectorat francès i viatja a Roma, on és rebuda per Gregori XVI en desembre. El conflicte amb el bisbe Dupuch, però, fa que la congregació no sigui aprovada (només ho serà el 1862). Va rebre el decretum laudis (aprovació provisional) el 6 de maig de 1842, però poc després la congregació és expulsada d'Algèria per la pressió del bisbe. Mentrestant, Emília funda dues noves cases a Malta i, cap al 1844, ja havia fundat catorze cases.
Vialar havia deixat la gestió econòmica de la congregació en mans d'una de les seves primeres companyes, Paulina Gineste; la gestió va ésser nefasta i va portar-la a la fallida econòmica. Els llibres de comptes havien estat falsejats i Vialar va haver d'anar als tribunals en un plet que l'ocupà entre 1847 i 1851 i que acabà amb la condemna d'Emília, arruïnada, i que va provocar una escissió en la congregació i la pèrdua de la casa de Galhac. Les partidàries de Vialar van deixar Galhac en 1847 i la congregació s'instal·là a Tolosa, però els rumors i la maledicència hi havien arribat i no hi reberen cap suport, per la qual cosa hagueren de marxar. En 1852 arribaren a Marsella, on se n'estableix la nova casa mare amb el suport del bisbe Eugène de Mazenod, que també havia fundat un orde de missioneres, les Oblates de Maria Immaculada.
Mentrestant, des de Tunis, s'havien obert noves cases a Susa, Sfax, la Marsa i la Goleta. Les germanes són cridades a Xipre i Grècia, on va la mateixa fundadora, que viatja a Syra, Beirut i Jerusalem. Aviat s'obren noves cases a Quios, Jaffa, Trebisonda, Creta i Betlem i, després, a Saida, Trípoli, Erzerum i Alep en 1854. En 1854, el bisbe de Perth (Austràlia) havia demanat missioners i hi foren enviades quatre germanes, que fundaren la casa de Fremantle. Volent imitar l'exemple de Francesc Xavier, en 1856 envia sis germanes a l'Extrem Orient, responent a la crida del vicari de Birmània, que cerca missioners.
El 6 de desembre de 1856, poc després de la mort de la fundadora, Eugène de Mazenod aprovà els estatuts de la congregació. L'aprovació definitiva de la Santa Seu arribà el 31 de març de 1862.

## Activitat i difusió
Les Germanes de Sant Josep de l'Aparició es dediquen a l'apostolat, l'educació, l'assistència sanitària i pastoral, sobretot en terres de missió.
Són presents a Europa (Bulgària, Xipre, França, Grècia, Irlanda, Itàlia, Malta, Regne Unit, Romania), Amèrica (Argentina, Guatemala, Haití, Panamà, Perú), Austràlia, Àfrica (Mauritània, Tunísia), Àsia (Jordània, Israel, Líban, Palestina, Turquia, Birmània, Filipines, Índia, Tailàndia). La seu general és a París.
Al finat de 2007 tenia 940 religioses en 154 cases arreu del món.